# Aéroport de Wrocław-Nicolas-Copernic
L’aéroport Nicolas-Copernic de Wrocław-Strachowice (en polonais : Port lotniczy Wrocław-Strachowice im. Mikołaja Kopernika et en anglais : Copernicus Airport Wrocław) (code IATA : WRO • code OACI : EPWR) est le cinquième plus grand aéroport international civil de Pologne, avec un trafic de plus de 1,6 million de passagers en 2011 et un trafic de marchandises également en augmentation. Il est situé à Strachowice, un quartier de l'ouest de la ville de Wrocław, en Basse-Silésie, à une quinzaine de kilomètres du centre-ville. 

## Histoire
L'aéroport civil d’aujourd’hui se trouve sur les lieux où est édifié, en 1938, l'aérodrome militaire Flughafen Breslau-Schöngarten, qui accueille sur son site une école d'aviation militaire, la Luftkriegsschule Breslau-Schöngarten, plus tard renommée Luftkriegsschule 5. La ville, alors en Allemagne, est donc connue internationalement à l'époque sous son nom en allemand, Breslau, et le quartier de Strachowice sous le nom de Schöngarten. Brièvement utilisée par les forces soviétiques à la fin de la Seconde Guerre mondiale, sa piste est utilisée pour des usages civils dès 1945, mais ce n'est qu'en 1993 qu'elle accueille son premier vol international régulier, qui est à destination de Francfort-sur-le-Main. Le 6 décembre 2005, l'aéroport inaugure de nouveaux espaces afin de répondre à l'augmentation du trafic et de se mettre en conformité avec les normes fixées par la convention de Schengen, entrée en vigueur en Pologne en 2008. À cette occasion, il est nommé en l'honneur du célèbre astronome polonais Nicolas Copernic.

## Situation
| \| 50 km1:3 411 000 \| Lublin Cracovie Gdańsk · Dantzig Łódź Olsztyn · Holsten Poznań · Posnanie Varsovie · Radom Rzeszów Szczecin · Stettin Varsovie · Modlin Wrocław · Vratislavie Katowice Zielona · Góra Varsovie · Chopin Bydgoszcz · Bromberg |
| 50 km1:3 411 000 |

## Capacité
Il possède aujourd’hui trois terminaux : un terminal cargo, un terminal national et, à l’issue d’une nouvelle phase de travaux, un nouveau terminal international construit sur quatre niveaux (l’un des plus grands et des plus modernes de Pologne) ouvert au public depuis le 11 mars 2012. Celui-ci porte désormais la capacité de l’aéroport à un trafic potentiel de trois millions de passagers par an.

## Statistiques
Pour des raisons techniques, il est temporairement impossible d'afficher le graphique qui aurait dû être présenté ici.

Voir la requête brute et les sources sur Wikidata.

## Compagnies aériennes et destinations

### Passagers
| Compagnies                    | Destinations |
| ----------------------------- | --- |
| AlMasria Universal Airlines   | En saison charter : Hurghada |
| Buzz                          | En saison charter : - Corfou-I. Kapodístrias, - Héraklion-N. Kazantzákis, - Kos, - Rhodes-Diagoras, - Tirana, - Zante D.-Solomós |
| Enter Air                     | Charter : Antalya, Hurghada En saison charter : - Bodrum-Milas, - Bourgas, - Corfou-I. Kapodístrias, - Enfidha-Hammamet, - Fuerteventura, - Palerme Falcone-Borsellino, - Tirana, - Varna, - Zante D.-Solomós |
| KLM                           | Amsterdam |
| LOT Polish Airlines           | Séoul-Incheon, Varsovie-Chopin En saison: Barcelone-El Prat, Kos En saison charter: Bodrum-Milas |
| Lufthansa                     | Francfort, Munich-F. J. Strauß |
| Norwegian Air Shuttle         | Oslo-Gardermoen |
| Ryanair                       | - Alicante-Elche, - Bergame-Orio al Serio, - Billund, - Bologne-Borgo Panigale, - Bournemouth, - Bristol, - Dublin, - East Midlands, - Édimbourg, - Gdańsk-L. Wałęsa, - Leeds-Bradford, - Liverpool-J.-Lennon, - Londres-Stansted, - Malaga-Costa del Sol, - Malte, - Manchester, - Naples-Capodichino, - Newcastle, - Palerme Falcone-Borsellino, - Paphos, - Paris-Beauvais, - Porto-F. Sá-Carneiro, - Rome - G. B. Pastine (Ciampino), - Sandefjord-Torp, - Shannon, - Sofia-Vrajdebna, - Stockholm-Arlanda, - Trévise-Sant'Angelo, - Turin S.-Pertini (Caselle) En saison : - Athènes E.-Venizélos, - Brindisi Papola/Casale, - La Canée I.-Daskaloyánnis, - Charleroi Bruxelles-Sud, - Corfou-I. Kapodístrias, - Gérone-Costa Brava, - Glasgow, - Olsztyn (Holsten)-Mazurie, - Palma de Majorque, - Pise-Galileo Galilei, - Podgorica, - Zadar |
| Scandinavian Airlines         | Copenhague-Kastrup |
| Smartwings                    | En saison charter : Thessalonique-Makedonía |
| Swiss International Air Lines | Zurich |
| Wizz Air                      | - Barcelone-El Prat, - Birmingham, - Dortmund, - Eindhoven, - Koutaïssi-David-IV, - Koutaïssi-David-IV, - Larnaca, - Leeds-Bradford, - Londres-Luton, - Reykjavik-Keflavík En saison : - Bari-Karol Wojtyła, - Bourgas, - Dubrovnik, - Rhodes-Diagoras, - Split, - Tirana |

Édité le 07/11/2018  Actualisé le 10/12/2022

### Cargo
| Compagnies                            | Destinations                |
| ------------------------------------- | --------------------------- |
| Amazon opéré par ASL Airlines Ireland | Kassel, Doncaster/Sheffield |
| SprintAir                             | Varsovie-Chopin             |

Note : au 2 juin 2016